# Luras
Luras (italià Luras) és un municipi sard, dins de la província de Sàsser. L'any 2007 tenia 2.618 habitants. Es troba a la regió de Gal·lura, però és un illot lingüístic del logudorès. Limita amb els municipis d'Arzachena, Calangianus, Luogosanto, Sant'Antonio di Gallura i Tempio Pausania.

## Administració
| Període | Identitat                | Partit                |
| ------- | ------------------------ | --------------------- |
| 2005-   | Maria Giuseppina Careddu | Poble de la Llibertat |